# Barré

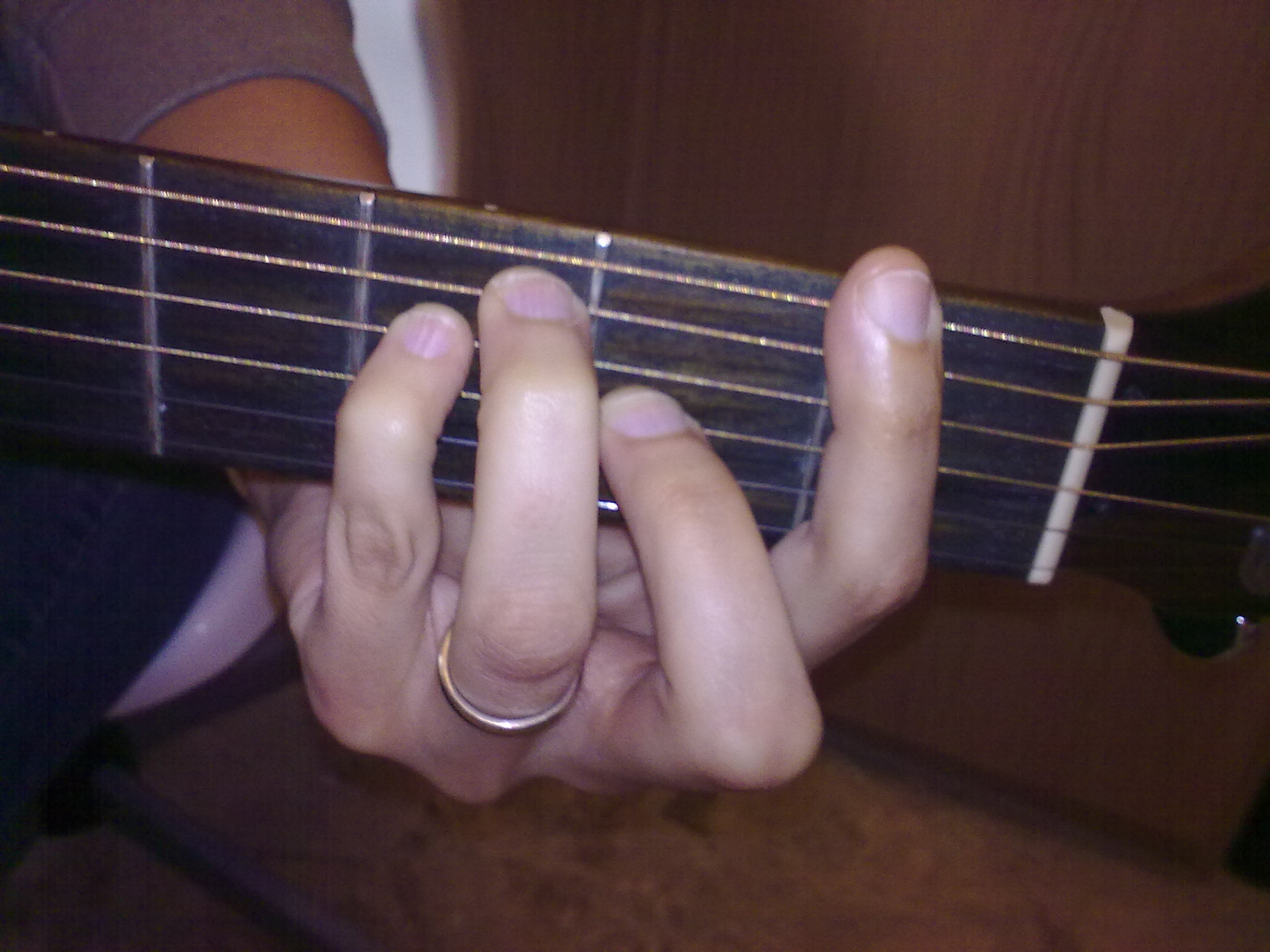
Ausführung eines Barrégriffs auf der Gitarre.

Das Barré (auch: Barree, von französisch barré: ‚gesperrt‘, bzw. le barré: ‚das Verriegelte‘) oder der Barrégriff, auch Quergriff (und Brückengriff), ist eine Spieltechnik auf der Gitarre oder anderen Saiteninstrumenten, bei der mit einem Finger durch Überlegen mehrere Saiten gleichzeitig im gleichen Grifffeld verkürzt („gegriffen“) werden.

## Ausführung

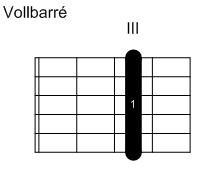
Großes Barré in Griffbild-Darstellung.

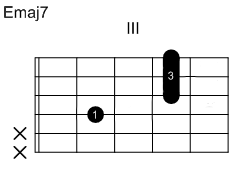
Mittleres Barré mit dem Ringfinger.

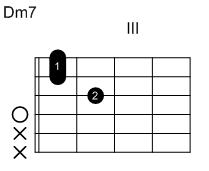
Kleines Barré.

In der Regel wird der Zeigefinger der Greifhand (der Greiffinger) als Barréfinger verwendet. Die Bezeichnungen für unterschiedliche Ausführungen des Barré richten sich in der Regel nach der Anzahl der zu verkürzenden Saiten:
- Großes Barré (auch ganzer oder voller Barrégriff): Der ausführende Finger (heute zumeist der Zeigefinger) liegt auf allen  Saiten des Instrumentes.
- Mittleres Barré (auch halbes Barré oder Teilbarré): Barrégriff über drei bis fünf Saiten, mit allen Fingern ausführbar.
- Kleines Barré: Nur mit dem Endglied des greifenden Fingers ausgeführter Barrégriff über zwei bis drei benachbarte Saiten. Eine Ausführung mit eingeknicktem Endglied ermöglicht auch kleine Barrégriffe mit beliebigen Fingern auf tieferen Saitengruppen und Kombinationen von großem Zeigefinger-Barré mit dem kleinen Barré anderer Finger. Kleine Barrés auf tieferen Saitengruppen in Kombination mit höheren Leersaiten sind eine häufig verwendete Technik auf der Flamencogitarre, während Barrékombinationen mehrerer Finger insbesondere bei Akkordgriffen auf der Jazzgitarre Verwendung finden.
- Kippbarré (auch offenes Barré): Zur Vorbereitung eines großen oder mittleren Barrés oder zur kurzzeitigen Freigabe von Leersaiten zwischen Barrégriffen. Dabei werden nur ein oder zwei Bass- oder Diskantsaiten mit dem End- oder Wurzelglied des zum Barré gestreckten Fingers gegriffen, der dann aus dieser Position heraus durch eine Kippbewegung einen vollständigen Barrégriff ausführen kann.
- Diagonales Barré: Selten benötigte Technik, bei der Wurzel- und Endgelenk des Barréfingers nicht im gleichen Bund aufliegen, sondern eine Diagonale über zwei benachbarte Bünde bilden.

Die genannten Bezeichnungen sind nicht fest definiert und werden zuweilen auch abweichend benutzt.

## Notation

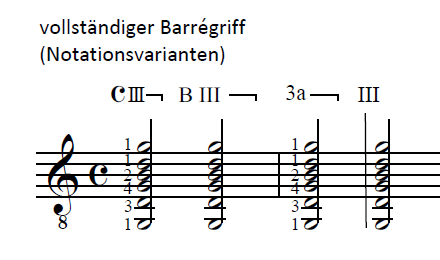
Notationsvarianten für einen vollständigen Barrégriff

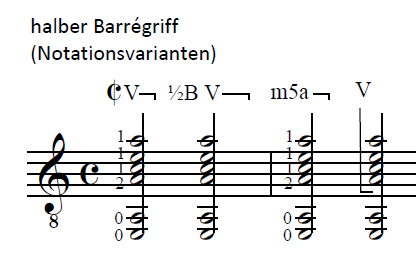
Notationsvarianten für einen halben Barrégriff

Bei Gitarrenausgaben in modernen westlichen Notenschrift gibt es meist nur geringfügig voneinander abweichende Konventionen zur Angabe von Barrégriffen. Einige Verlage verwenden eine vertikale Klammer entlang der als Barré zu greifenden Noten, aus deren Länge sich zugleich der anzuwendende Barrétyp (groß, mittel, klein) ablesen lässt. Üblich ist auch B (für französisch barré) und unabhängig vom verwendeten Barré-Kürzel die Angabe des gegriffenen Bundes in römischen Ziffern. Verlage aus spanischsprachigen Ländern verwenden zur Angabe der Bundposition statt römischer Ziffern auch Ordnungszahlen (z. B. „C2a“ für ceja segunda posición oder einfach „2a“ für segunda posición). Die Dauer des Barré wird regelmäßig durch eine durchgezogene oder gestrichelte Linie mit einem kurzen Abschlusshaken angezeigt.
Zumeist folgt die Angabe des Barrés der spanischen Terminologie: C für Ceja ‚großer Quergriff‘, ein durchgestrichenes C für Media-Ceja ‚mittlerer Quergriff‘ und c für Cejilla ‚kleiner Quergriff‘.
Für halbe Barrégriffe wird neben dem durchgestrichenen C oder B auch das C oder B mit vorangestelltem ½ oder das Kürzel m (für spanisch media: „halb“) verwendet. Die Angabe von hochgestellten Indizes, die die Zahl der zu greifenden Saiten angibt, ist vor allem im englischen Sprachraum verbreitet (z. B. V4: Barré über vier Saiten im 5. Bund).
Eine Notation in Tabulatur macht die zu greifenden Saiten unmittelbar deutlich und benötigt daher keine separaten Symbole für den Quergriff. Griffbilddarstellungen von Akkorden verwenden oftmals durchgezogene Balken, Bögen oder Klammern.

## Verwendung
Barrégriffe werden vor allem auf der Gitarre, aber auch auf dem Banjo und der Mandoline sowie vielen anderen Lauteninstrumenten verwendet. Der Gebrauch des Barré auf der Laute ist bereits in frühen Schriftquellen nachweisbar, wie dem Lautenbuch des Vincenzo Capirola (Venedig, 1520). 
Akkordgriffe mit Barré („Barréakkorde“) sind zumeist auf durch Verschieben entlang des Griffbretts transponierbare Griffkonstellationen („Griffbilder“) zurückführbar. Insbesondere in der Literatur für Konzertgitarre werden Barrégriffe auch unabhängig von Akkordschemata aus primär klanglichen oder spieltechnischen Gründen verwendet. Barrégriffe finden in nahezu allen Musikstilen und Genres ihre Verwendung, allerdings kann auch der explizite Verzicht auf Barrés und die Bevorzugung „offener“ Grifftypen ein Stilmittel darstellen.

### Methodische Aspekte
Barrégriffe sind für Anfänger in der Regel nicht ohne entsprechendes Training zu erlernen, da eine ausreichende Kraftverteilung auf alle gespielten Saiten erforderlich ist. Andererseits stellt das Quergreifen durch Fingerstreckung im großen und mittleren Barré nur geringe Anforderung an die räumliche Präzision der Greifbewegung, so dass die in vielen Lehrwerken praktizierte späte Einführung in die Barrétechnik insbesondere bei erwachsenen Anfängern mit ausgereifter Motorik nicht ausreichend zu begründen ist. Auch die Einführung der Quergrifftechnik durch das kleine Barré ist problematisch, da dieses bei unsachgemäßer Ausführung zu einer Destabilisierung und Bewegungshemmung der Greifhand führen kann. Unter der Prämisse einer frühzeitigen Hinführung zu einer stilistisch offenen und variablen Spieltechnik ist auch die Vermeidung von Barrégriffen und ihre Ersetzung durch sogenannte „Daumengriffe“ als kontraproduktiv zu bewerten.